# Carl Gustav Jablonsky
Carl Gustav Jablonsky (1756 – 25 maggio 1787) è stato un naturalista, entomologo e illustratore tedesco.

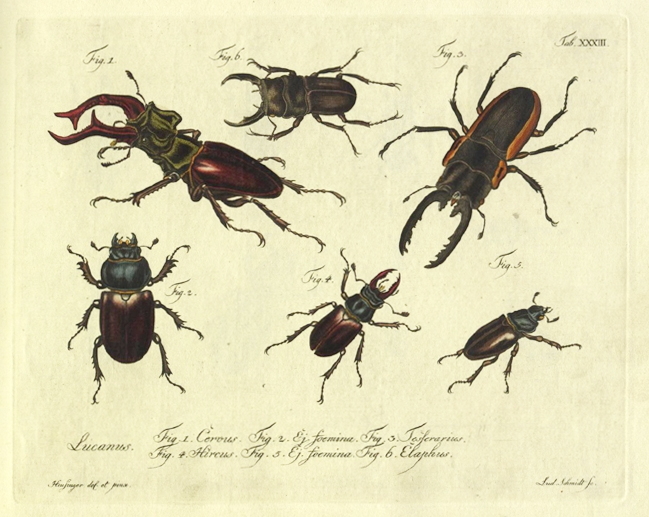
Natursystem aller bekannten in- und ausländischen Insecten

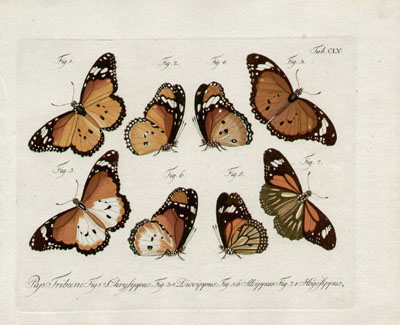
Natursystem aller bekannten in- und ausländischen Insecten

È stato anche il segretario privato della regina di Prussia, Elisabetta Cristina di Brunswick-Wolfenbüttel-Bevern. È morto all'età di 31 anni.

## Opere
Con Johann Friedrich Wilhelm Herbst, Natursystem aller bekannten in- und ausländischen Insecten, als eine Fortzetsung der von Büffonschen Naturgeschichte. Nach dem System des Ritters Carl von Linné bearbeitet: Käfer.